# IC 1242
IC 1242 ist eine Spiralgalaxie vom Hubble-Typ Sb im Sternbild Schlangenträger am Nordsternhimmel. Sie ist schätzungsweise 130 Millionen Lichtjahre von der Milchstraße entfernt.
Das Objekt wurde am 7. August 1891 von Stéphane Javelle entdeckt.